# Ouzouer-sur-Loire
Ouzouer-sur-Loire és un municipi francès, situat al departament del Loiret i a la regió de Centre – Vall del Loira. L'any 2007 tenia 2.653 habitants.

## Demografia

### Població
El 2007 la població de fet d'Ouzouer-sur-Loire era de 2.653 persones. Hi havia 1.083 famílies, de les quals 266 eren unipersonals (141 homes vivint sols i 125 dones vivint soles), 369 parelles sense fills, 391 parelles amb fills i 57 famílies monoparentals amb fills.
La població ha evolucionat segons el següent gràfic:
Habitants censats

### Habitatges
El 2007 hi havia 1.281 habitatges, 1.083 eren l'habitatge principal de la família, 112 eren segones residències i 86 estaven desocupats. 1.169 eren cases i 84 eren apartaments. Dels 1.083 habitatges principals, 713 estaven ocupats pels seus propietaris, 341 estaven llogats i ocupats pels llogaters i 29 estaven cedits a títol gratuït; 9 tenien una cambra, 71 en tenien dues, 221 en tenien tres, 316 en tenien quatre i 465 en tenien cinc o més. 890 habitatges disposaven pel capbaix d'una plaça de pàrquing. A 433 habitatges hi havia un automòbil i a 544 n'hi havia dos o més.

### Piràmide de població
La piràmide de població per edats i sexe el 2009 era:
| Homes | Edats   | Dones |
| ----- | ------- | ----- |
| 0     | 95 o +  | 0     |
| 8     | 90 a 94 | 8     |
| 12    | 85 a 89 | 16    |
| 32    | 80 a 84 | 52    |
| 44    | 75 a 79 | 52    |
| 44    | 70 a 74 | 56    |
| 28    | 65 a 69 | 12    |
| 48    | 60 a 64 | 44    |
| 32    | 55 a 59 | 36    |
| 64    | 50 a 54 | 72    |
| 124   | 45 a 49 | 92    |
| 120   | 40 a 44 | 104   |
| 140   | 35 a 39 | 128   |
| 84    | 30 a 34 | 92    |
| 68    | 25 a 29 | 108   |
| 72    | 20 a 24 | 48    |
| 132   | 15 a 19 | 76    |
| 108   | 10 a 14 | 108   |
| 84    | 5 a 9   | 88    |
| 56    | 0 a 4   | 72    |

## Economia
El 2007 la població en edat de treballar era de 1.738 persones, 1.297 eren actives i 441 eren inactives. De les 1.297 persones actives 1.207 estaven ocupades (685 homes i 522 dones) i 90 estaven aturades (36 homes i 54 dones). De les 441 persones inactives 145 estaven jubilades, 137 estaven estudiant i 159 estaven classificades com a «altres inactius».

### Ingressos
El 2009 a Ouzouer-sur-Loire hi havia 1.115 unitats fiscals que integraven 2.772,5 persones, la mediana anual d'ingressos fiscals per persona era de 20.940 €.

### Activitats econòmiques
Dels 91 establiments que hi havia el 2007, 12 eren d'empreses extractives, 2 d'empreses alimentàries, 6 d'empreses de fabricació d'altres productes industrials, 15 d'empreses de construcció, 14 d'empreses de comerç i reparació d'automòbils, 5 d'empreses de transport, 7 d'empreses d'hostatgeria i restauració, 1 d'una empresa financera, 1 d'una empresa immobiliària, 8 d'empreses de serveis, 13 d'entitats de l'administració pública i 7 d'empreses classificades com a «altres activitats de serveis».
Dels 26 establiments de servei als particulars que hi havia el 2009, 1 era una gendarmeria, 2 oficines de correu, 1 una oficina bancària, 1 taller de reparació d'automòbils i de material agrícola, 1 taller d'inspecció tècnica de vehicles, 1 autoescola, 2 paletes, 5 guixaires pintors, 1 fusteria, 3 lampisteries, 1 electricista, 3 perruqueries, 3 restaurants i 1 saló de bellesa.
Dels 4 establiments comercials que hi havia el 2009, 1 era un hipermercat, 2 fleques i 1 una joieria.
L'any 2000 a Ouzouer-sur-Loire hi havia 20 explotacions agrícoles que ocupaven un total de 360 hectàrees.

## Equipaments sanitaris i escolars
L'únic equipament sanitari que hi havia el 2009 era una farmàcia.
El 2009 hi havia 1 escola maternal i 1 escola elemental.

## Poblacions més properes
El següent diagrama mostra les poblacions més properes.